# Alexandre Okinczyc
Pour les articles homonymes, voir Okinczyc.
Alexandre Okinczyc, né le 28 janvier 1839 à Sialec (en) (actuelle Biélorussie) et mort le 18 mars 1886 à Villepreux (Seine-et-Oise), est un médecin français d'origine polonaise-biélorusse.
Déporté par les Russes en Sibérie pour avoir participé à l'insurrection de Janvier 1863 contre le Tsar, il réussit à s'évader et à gagner le Danemark, puis la France, où il devient médecin des pauvres (médecin fonctionnaire de l'Etat, chargé de soigner les pauvres et les indigents) à Villepreux.

## Biographie

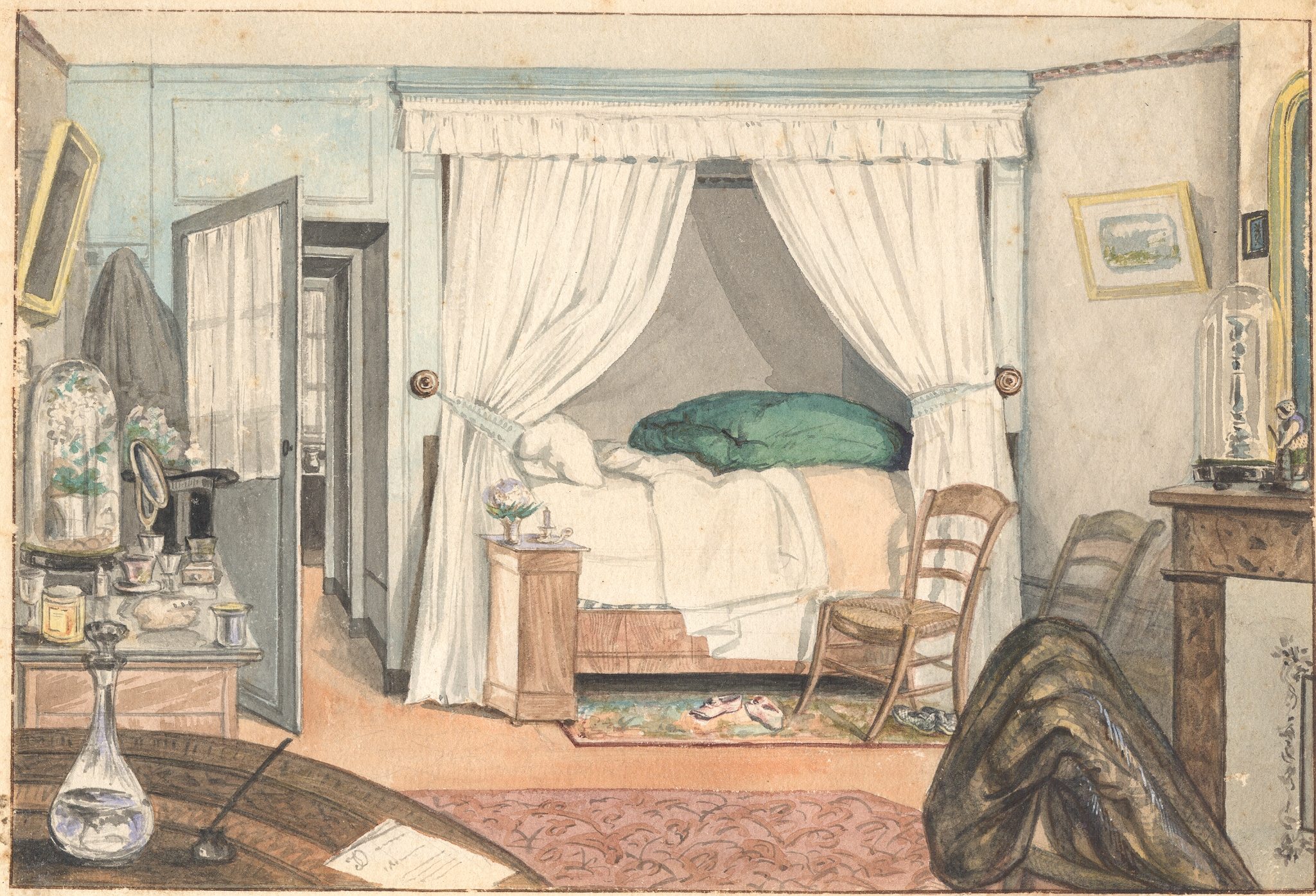
La chambre nuptiale d'Alexandre Okinczyc dessinée par lui-même en 1871 à Fontainebleau.

Alexandre Okinczyc fait ses études secondaires à Proujany (dans le gouvernement de Grodno), puis ses études de médecine à la faculté de Moscou de 1856 à 1861. En 1862, il s'installe à Cherechev à proximité de Proujany et commence à exercer. Lorsqu'éclate dans le gouvernement de Grodno l'insurrection d'avril 1863 contre l'occupant russe, il se joint aux insurgés au nombre de 200 sous le commandement du capitaine Charles Sassulicz.
L'insurrection ayant échoué, Alexandre Okinczyc est arrêté en novembre 1863 chez ses parents, emmené à Proujany, jugé et condamné à 12 ans de travaux forcés en Sibérie.
Après sa déportation et son évasion décrites par lui-même dans un manuscrit, il s'installe en France où, tout en étant secrétaire de l'Immigration Polonaise en France, il doit recommencer une partie de ses études de médecine puis exerce sa profession à Villepreux-les-Clayes, non loin de Versailles. Il y meurt le 18 mars 1886 victime d'une épidémie de grippe contractée au chevet de ses malades.
La nationalité française lui a été accordée par décret en date du 11 février 1882

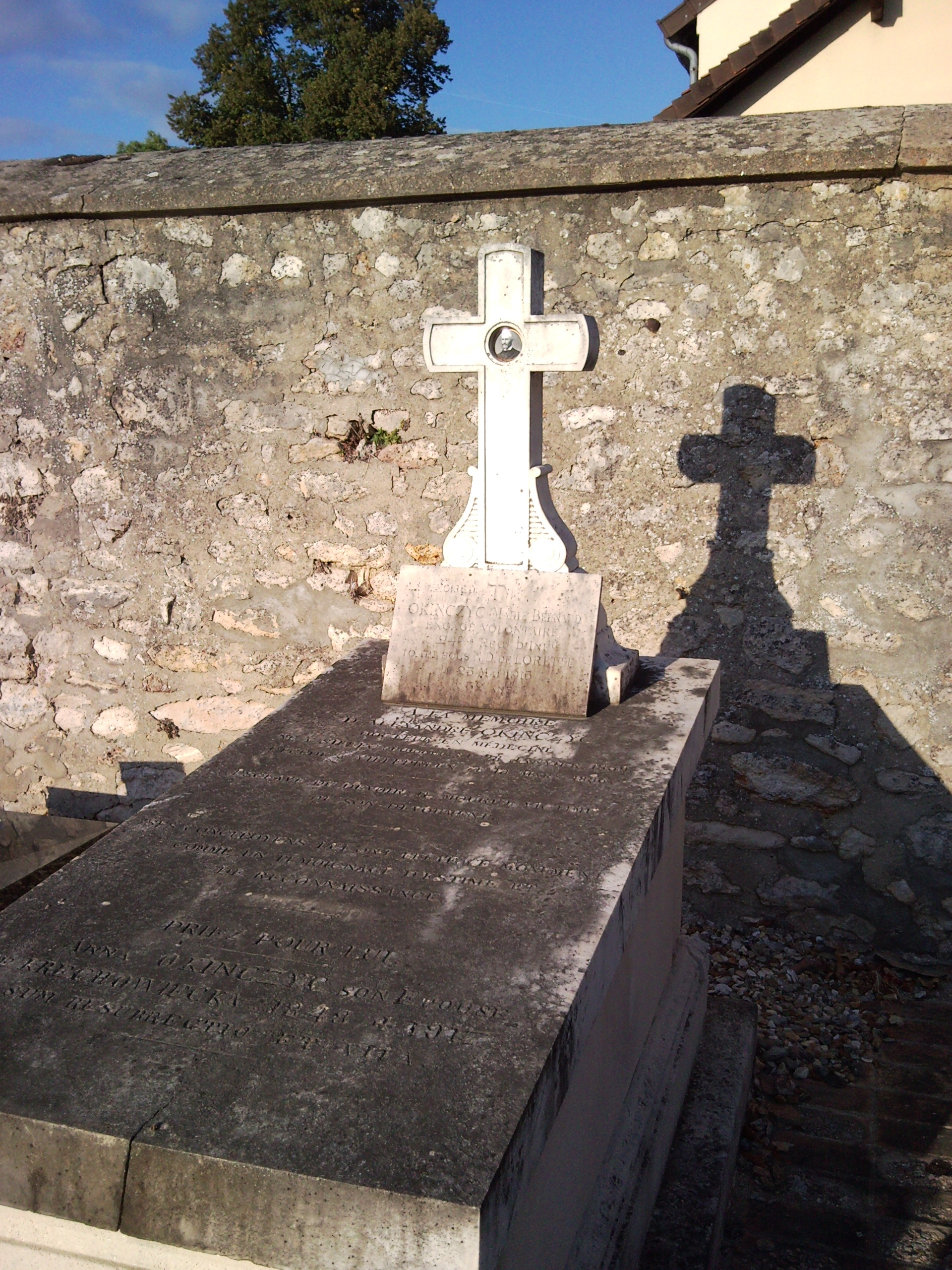
Tombe à Villepreux.

À Villepreux une rue porte son prénom « la Rue du Docteur Alexandre » et sur sa tombe dans le cimetière de cette ville on peut lire « esclave du devoir, victime de son dévouement ».

### Famille
En 1852, la famille reçoit confirmation de son inscription au livre de la noblesse de la région de Bialystok, le titre de noble ayant été attribué par le roi de Pologne Jean Sobieski III en 1683 à son ancêtre Kasper dit "Aksak" (mot signifiant "boiteux" en Turc) avec le commandement de la ville de Mstsilav, à la frontière avec la Russie que Kasper doit défendre notamment contre les raids de Tatars.
À la suite des partages successifs de la république des Deux Nations dans la 2e moitié du XVIIIe siècle, la famille se retrouve déplacée à l'Ouest et perd ses terres.
Un premier mariage le 29 avril 1871 à Hyères avec la fille du poète Josef Bohdan Zaleski lui a donné une fille
- Bohdane n 19 mars 1872 à Villepreux, d 1942

Marié en secondes noces à Villepreux le 2 mars 1878 à Anna Krekowiecka, Alexandre Okinczyc a eu quatre fils
- Joseph Théodore n 24 février 1879 Villepreux m. 29 septembre 1952 St Chamassy (Dordogne), chirurgien, sans descendance
- Wladimir Paul, n 22 décembre 1879 Villepreux, d 19 janvier 1880 Villepreux, sans descendance
- Bronislas Marie n 24 janvier 1881 Villepreux, d 8 décembre 1942 à Villefranche-sur-Saône, ingénieur
- Bernard Séverin Bohdan, n 23 octobre 1882 Villepreux, d 1915 à Aix-Noulette (Pas-de-Calais), enterré à la Sépulture Nationale de N.D. de Lorette, sans descendance

Son fils aîné, Joseph Okinczyc, fut un célèbre chirurgien, membre de l'Académie de chirurgie, et auteur de plusieurs ouvrages, dont celui intitulé Humanisme et médecine

### Récit d'une évasion
Alexandre Okinczyc a raconté son évasion dans un manuscrit écrit de sa main en polonais, puis traduit en français par sa fille Bohdane, puis retraduit en anglais. Le manuscrit original, qui fut longtemps conservé par la famille, n'a cependant pas été retrouvé à ce jour.